# Final Fight
Final Fight (Japans: ファイナルファイト; Fainaru Faito), uitgegeven als Final Fight CD op de Sega Mega-CD, is een computerspel in het genre beat 'em up. Het spel werd door Capcom ontwikkeld en kwam in 1989 het eerst uit als arcadespel en later op de Super Nintendo, Sega Mega-CD, Game Boy Advance en als laatst op de PlayStation 2/Xbox in een collectie genaamd Capcom Classics Collection.

## Verhaal
Het verhaal speelt zich af in een stad genaamd Metro City. Een stad die onveilig gemaakt wordt door een straatbende genaamd "Mad Gear". De ex-worstelaar Mike Haggar werd gekozen als de nieuwe burgemeester van Metro City met als doel de stad veiliger te maken. De Mad Gears waren daar niet van gecharmeerd, dus werd zijn dochter Jessica ontvoerd. Haggar probeert Jessica te redden samen met zijn vrienden Cody (de vriend van Jessica) en Guy. Dit spel kan met 1 of 2 spelers gespeeld worden. Je kunt kiezen uit Haggar, Cody en Guy. Elk personage heeft speciale eigenschappen, zo kan Haggar een "pile driver" uitvoeren, Cody werpt messen niet direct weg maar kan er enkele malen vijanden mee steken en Guy kan tegen muren springen. Het spel is gemaakt door een oude medewerker van Capcom genaamd Yoshiki Okamoto die tegenwoordig een eigen bedrijf is begonnen dat ook spellen maakt zoals Genji op de PlayStation 2. De engine van Final Fight werd in 1991 voor de arcade hit Street Fighter II gebruikt. Dankzij de engine van Final Fight is Street Fighter II heel populair geworden.

## Besturing
De speler bestuurt men met de arcadestick, met de aanvalknop worden tegenstanders geslagen, met de springknop is het mogelijk te springen.

## Moves
Elk personage heeft een aantal standaard-moves (bewegingen). Denk aan een flying kick, vuistslagen en een worp wanneer de vijand dichtbij is. Tevens is er een speciale move (meestal een spinning kick), deze kost wat energie en is bedoeld om de speler uit netelige situaties te kunnen redden die potentieel veel meer energie gaan kosten.

## Personages
- Guy - beoefent Bushin Ninjitsu. Hij kan een vijand grijpen door naar deze toe te lopen, waarop hij knietjes uit kan delen en schouderworpen kan toepassen. Guy kan zich tevens tegen muren afzetten gedurende een sprong. Zijn speciale aanval is een spinning kick (draaiende trap).
- Mike Haggar - de burgemeester en tevens ex-worstelaar die zijn dochter probeert te redden uit de handen Mad Gear. Zijn moves wijken af van die van Cody en Guy in die zin dat ze allen een worstel-signatuur hebben. Haggar kan bijvoorbeeld vijanden grijpen, vasthouden en later wegsmijten. Zijn speciale aanval is er een waarbij hij ronddraait als een soort centrifuge.
- Cody - de vriend van Jessica. Als kind een kampioen in vechtsport. Cody kan als enige messen die hij opraapt langer vasthouden teneinde vijanden te steken. Zijn speciale aanval is identiek aan die van Guy.
- Jessica is de dochter van Mike Haggar en de vriendin van Cody. Zij is ontvoerd door Mad Gear.

## Voorwerpen
Voorwerpen zoals voedsel, waardevolle objecten en wapens liggen verspreid door het spel, niet zelden verstopt in stalen vaten die het personage kan slopen. Denk aan zwaarden, messen, een loden pijp, een diamant, pizza, kip, enzovoort.

## Levels
Final Fight bevat 6 levels (behalve op de Super Nintendo, deze versie had 5 levels en Guy ontbrak).
- Level 1: The slums Boss: Damnd
- Level 2: Subway & park Boss: Sodom
- Bonus stage: Auto
- Level 3: Westside Boss: Edi. E
- Level 4: Industrial area Boss: Rolento
- Bonus stage: Glazen platen
- Level 5: Bay area Boss: Abigail
- Level 6: Uptown Boss: Belger

### Bonus stage
Het doel is binnen een bepaalde tijd zo veel mogelijk te slopen. Zij het een auto of glazen platen. De bonus stage met de auto lijkt sterk op die uit Street Fighter 2 en eindigt komisch met de vijand Bred (dan wel Simmons, dit verschilt wellicht per versie) die zijn verdriet uitspreekt over zijn auto die jij zojuist gesloopt hebt. Dat is, als het je is gelukt binnen de gegeven tijd.

## Vijanden
- Bred, Simmons, Dug en Jake zijn generieke vechtersbazen.
- J. en Two P zijn redelijk snel.
- Axl en Slash hebben de mogelijkheid om te blokkeren.
- Wong Who, Bill Bull en G. Oriber zijn kleine ronde mannetjes die rennen, schoppen en kopstoten geven.
- Andore is een worstelaar die in allerlei soorten en maten komt.
- Poison en Roxy zijn twee hoertjes (of junks) die vanuit de lucht aanvallen met een trap.
- In de console versie zijn Poison en Roxy vervangen voor twee punkers Billy en Sid.
- Holly Wood en El Gado vallen je aan met messen. Rood gekleurde Holly Woods leggen tapijtjes van brandbommen en verdwijnen vervolgens weer.

## Bazen
- Damnd (Trasher) - Een brede schurk met een verweerd gezicht. Hij stuurt zijn bende op je af.
- Sodom (Katana) - Een samoerai gewapend met zwaarden.
- Edi. E - Een corrupte politieagent gewapend met een knuppel en pistool. Pak zijn kauwgom op voor wat energie.
- Rolento(Rolent) - Een soldaat die later lid werd van Mad Gear.
- Abigail - Een uit de kluiten gewassen versie van Andore die rood aan kan lopen van woede.
- Belger - De final boss en leider van Mad Gear, gewapend met een kruisboog.

## Platform
| Jaar | Platform                                                |
| ---- | ------------------------------------------------------- |
| 1989 | Arcade                                                  |
| 1990 | SNES                                                    |
| 1991 | Amiga, Amstrad CPC, Atari ST, Commodore 64, ZX Spectrum |
| 1992 | Sharp X68000                                            |
| 1993 | SEGA CD                                                 |
| 2001 | Game Boy Advance                                        |
| 2007 | Virtual Console (Wii)                                   |
| 2011 | iPhone                                                  |
| 2013 | Virtual Console (Wii U)                                 |

## Ontvangst
| Beoordeeld door                     | Jaar | Platform         | Score |
| ----------------------------------- | ---- | ---------------- | ----- |
| UOL Jogos                           | 2001 | Game Boy Advance | 100%  |
| Amiga Action                        | 1991 | Amiga            | 92%   |
| GamePro (US)                        | 1993 | SEGA CD          | 90%   |
| Digital Press - Classic Video Games | 2003 | SEGA CD          | 90%   |
| Digital Press - Classic Video Games | 2005 | Game Boy Advance | 80%   |
| All Game Guide                      | 1998 | Arcade           | 80%   |
| Power Play                          | 1991 | SNES             | 70%   |
| Game Critics                        | 2002 | Game Boy Advance | 65%   |
| The Video Game Critic               | 2004 | SNES             | 58%   |
| HonestGamers                        | 2004 | SNES             | 40%   |

## Trivia
- Het spel is opgenomen in het boek 1001 Video Games You Must Play Before You Die van Tony Mott.
- Veel van de personages zijn vernoemd naar rockmuzikanten uit de jaren 80, zoals Axl Rose, Slash, Gene Simmons, Sid Vicious, Billy Idol, King Diamond, Roxy Music en Poison.[1]